# Göteborgsoperans balett
Göteborgsoperans balett är det gamla namnet på Göteborgsoperans Danskompani. Kompaniets historia startade med att Stora teatern fick sina första fast anställda dansare 1920. Ensemblen finns sedan 1994 på Göteborgsoperan.
Göteborgsperans Danskompani är Nordens största och ett av Europas främsta moderna danskompanier.